# Моцарт, рок-опера
«Моцарт» фр. (Mozart, l’opéra rock) — французький мюзикл продюсерів Дови Аттья та Альберта Коена фр. (Dove Attia et Albert Cohen), присвячений історії життя Вольфганга Амадея Моцарта. Цей мюзикл уважається одним з найуспішніших комерційних проектів (800 тис. проданих білетів) серед інших вистав, які вийшли в 2009—2010 рр. Виставу подивилися не лише у Франції, але й у Бельгії, Швейцарії, Україні (симфонічна версія Le Concert), Японії, Китаї та Росії.

## Прем'єра
Прем'єра мюзиклу відбулася 22 вересня 2009 р. у Палаці Спорту в Парижі, де показ продовжили до 3 січня 2010 р. З 4 лютого до 3 липня 2010 р. пройшли гастролі в Бельгії та Швейцарії. 4 лютого 2011 р. мюзикл повернувся на сцену Парижу.

## Сюжет

### Дія I
Розповідь починається з моменту смерті князя-архиєпископа Зальцбурга. До влади приходить деспотичний Коллоредо, який люто ненавидить Моцарта та його музику. Коллоредо відмовляє Вольфгангу в проханні відправитися в подорож разом з батьком Леопольдом, щоб провести концерти в Європі та здійснити свою мрію — написати оперу німецькою мовою.
17-річний Моцарт намагається вмовити батька відпустити його одного, бо життя в Зальцбурзі стає нестерпним для юнака. Разом з матір'ю, Анною-Марією, Вольфганг залишає рідне місто. Коллоредо бажає провчити непокірного хлопця і відправляє гінців до всіх вельмож із наказом, аби ті не приймали Моцарта до себе та в жодному разі не давали йому роботи.
Закінчивши декілька незначних замовлень, Вольфганг у пабі в Мангаймі розповідає про свою мрію. З нього глузують і нагадують, що всі опери написані італійською, а не німецькою. Суперечка переростає в бійку, і Моцарт разом із матір'ю тікає від поліції.
У тому ж Мангаймі він знайомиться з родиною Вебер. Вражений голосом і красою Алоїзи, однією з доньок фрау Вебер, він обіцяє написати оперу для неї і виступати разом при дворі. Моцарт закохується і через це кидає всі свої попередні замовлення, аби допомогти Алоїзії. Ніхто з родини не помітив, що Констанція, молодша донька, полюбила юного композитора.
Анна-Марія розуміє, що син потрапив у міцні тенета, і пише листа до Леопольда з проханням вплинути на Вольфганга. Моцарт не посмів сперечатися з батьківським наказом і вирушив до Парижу, залишивши Алоїзію.
Париж чарує Моцарта, і в ньому з'являється впевненість у власному успіху та жага до слави. Але парижани не розуміють Вольфганга, його музика тут нікому не цікава. Бідність і нескінченні подорожі ослабили матір Моцарта, і у Парижі вона помирає на руках у сина. Вольфганг залишається самотнім і безробітним. По дорозі додому, в Зальцбург, він дізнається, що Алоїзія одружилася і тепер ні його опера, ні він сам їй не потрібен. Покинутий усіма, композитор втрачає свою музу.

### Дія II
Вольфганг свариться з батьком, який звинувачує його в смерті матері. Через три роки після повернення Моцарт знову вирішує покинути Зальцбург, замість того щоб супроводжувати Колоредо до Відня на коронацію Йосифа II. Вольфганг утомився від цькувань і кидає службу, аби стати вільним композитором. У Відні до нього нарешті приходить слава, визнання і любов. Моцарт одружується з Констанцією, молодшою сестрою Алоїзії.
Але слава мінлива. Антоніо Сальєрі настільки захоплений музикою Моцарта, що ненавидить її всім серцем. Разом із графом Розенбергом, інтендантом імператора, вони починають планувати змову проти Вольфганга. У той самий час композитор дізнається про смерть батька.
Інтриги й провали вистав довели до жебрацтва Констанцію й Вольфганга. Моцарт отримує від незнайомця в масці замовлення на реквієм і несподівано відчуває, що це — знак наближення його власної смерті, а реквієм призначений для нього. Моцарт швидко слабшає. Уже тяжко хворий, він до останньої хвилини працює над твором. Тим часом Сальєрі розкаявся і прийшов до композитора, щоб запропонувати свою допомогу, але спізнився. Вольфганг Моцарт помирає, залишивши реквієм недописаним.

## Історія створення
Ідея мюзиклу з'явилася в 2008 р. Продюсери вирішили показати, що саме Моцарта можна назвати першим рок-музикантом в історії. Він був рок-зіркою своєї епохи: геній-бунтар, доля якого мала безліч злетів і падінь. Після успішного театрального сезону, розпочалося турне по Франції. Мюзикли, які вийшли раніше і були популярними, наприклад, «Клеопатра. Остання цариця Єгипту», швидко втратили свою конкурентоспроможність.
Трупа випустила сім кліпів: Tatoue Moi (2008), L'Assasymphonie (2009), Vivre en crever (2009), Le Bien qui fait mal (2009), Quand on arrive en ville (2009), J'accuse mon pere (2010), C'est bientôt la fin (2010).
Рок-оперу «Моцарт» було номіновано на премію Криштальний глобус у категорії «Мюзикл».
Турне 2014 року «Mozart l'Opera Rock Concert» представлене шістьма артистами оригінальної трупи, Флоран Мот, Мікеланджело Локонте, Солаль, Мелісса Марс, Діана Дассіні і Маева Мелін. Вони інтерпретують найбільші хіти рок-опери в супроводі 60 музикантів і співаків симфонічного оркестру та Національного хору Києва та рок-групи, що складається з найкращих французьких музикантів під керівництвом Карім Меджебеур. Концепція цього грандіозного концерту була створена французьким продюсером Борисом Орловим і зібрана в Києві в лютому 2013 року з Національним оркестром Києва (Україна).

## Автори
- Продюсери: Дов Аттья (Dove Attia) та Альбер Коен (Albert Cohen)
- Постановник та асистент постановника: Олів'є Даан (Olivier Dahan) та Матіас Оноре (Mathias Honore)
- Хореограф: Ден Стюард (Dan Stewart)
- Автор костюмів: Жижи Лепаж (Gigi Lepage)
- Автор декорацій: Ален Лагард (Alain Lagarde)
- Композитори: Жан-Пьер Піло (Jean-Pierre Pilot) та Олів'є Шультез (Olivier Schulteis)

## Виконавці
- Мікеланжело Локонте італ. (Mikelangelo Loconte) — Вольфганг Амадей Моцарт;
- Флоран Мот фр. (Florent Mothe) — Антоніо Сальєрі;
- Солаль[2] (справжнє ім'я — Лоран Моран) — Леопольд Моцарт, батько Моцарта;
- Маева Мелін[3] — Наннерель Моцарт, старша сестра Моцарта;
- Меліса Марс — Алоїзія Вебер, перше кохання Моцарта;
- Клер Перо (1-й сезон), пізніше замінена на Діан Дассіні[4](2-й сезон) — Констанція Вебер, дружина Моцарта, молодша сестра Алоїзії;
- Мерван Рім фр. (Merwan Rim) — шинкар і демон-блазень;
- Естель Мішо фр. (Estelle Micheau) — Діва (Катаріна Кавальєрі)

## Пісні

### Акт I
- «L'ouverture» — «Увертюра» (інструментальна композиція);
- «Penser l'impossible» — «Думати про нездійсненне» (Леопольд і Наннерль Моцарт);
- «La Chanson de l'aubergiste» — «Пісня шинкаря» (Шинкар);
- «Le Trublion» — «Бунтар»(Вольфганг Амадей Моцарт)
- «Bim Bam Bim Boum» — «Бім Бам Бім Бум» (Алоїзія Вебер)
- «Ah vous dirais-je maman!» — «Ах, сказати вам, мамо?» (Констанція Вебер)
- «Six pieds sous terre» — «Шість футів під землю» («Провалися ти!») (Алоїзія й Констанція Вебер);
- «J'accuse mon pere» — «Я звинувачую мого батька» (Леопольд Моцарт)
- «Tatoue-Moi» — «Викарбуй мене» (Вольфганг Амадей Моцарт);
- «La procession» — Процесія (інструментальна композиція);
- «La Mascarade» — Маскарад (інструментальна композиція);
- «Je dors sur les roses» — Я сплю на розах (Вольфганг Амадей Моцарт).

### Акт II
- «Comedie Tragedie» — «Комедія-Трагедія» (Блазень);
- «Place je passe» — «Дайте мені дорогу!» (Вольфганг Амадей Моцарт);
- «Si je defaille» — «Якщо здамся я» (Констанція Вебер);
- «Le Bien qui fait mal» — «Добро, що приносить саме зло» (Антоніо Сальєрі);
- «Les solos sous les draps» — «Соло під простирадлами» (Констанція Вебер, Наннерль і Леопольд Моцарт);
- «L'Assasymphonie» — «Вбивча симфонія» (Антоніо Сальєрі);
- «Les noces de figaro» — «Свято Фігаро» (Алоїзія та Констанція Вебер);
- «Dors mon ange» — «Спи, янголе мій» (Нанерль Моцарт);
- «Victime de ma victoire» — «Жертва власної перемоги» (Антоніо Сальєрі);
- «Vivre a en crever» — «Жити до смерті» («Жити, доки стане сил») (Вольфганг Амадей Моцарт и Антоніо Сальєрі);
- «Debout les fous» — «Встаньте, божевільні» (всі виконавці).

Пізніше фінальну композицію «Debout les fous» замінили на новий сингл «C'est bientôt la fin» — «Скоро кінець».

### Пісні, які не ввійшли до мюзиклу
- «L'Operap» — «Опереп» (усі виконавці);
- «Je danse avec les dieux» — «Я танцюю з богами» (Вольфганг Амадей Моцарт);
- «Quand le rideau tombe» — «Коли опустяться лаштунки» (Леопольд Моцарт);
- «Le Bonheur de Malheur» — «Нещасливе щастя» (Констанція та Алоїзія Вебер);
- «Le Carnivore» — «Хижак»[5] (Вольфганг Амадей Моцарт)

## Іншомовні версії
Власні постановки мюзиклу запропонували Корея (2011) та Японія (2013).
На 2015 рік плануються прем'єри рок-опери «Моцарт», перекладеної англійською та російською мовами. Англомовну версію буде представлено у Чикаго 24 березня 2015 року. Постановка російською мовою в Москві планувалася також на березень 2015 року, але прем'єру перенесли на невизначений термін.